# Церква Різдва Богородиці (Шерешово)
Церква Різдва Богородиці, (біл. Царква Нараджэньня Маці Божай) — колишня греко-католицька церква в смт Шерешово, Пружанський район, Берестейська область, Білорусь. Відома з початку XVI століття, у 1760 році була перебудована. Зруйнована в радянську добу. Була видатною пам'яткою дерев'яної архітектури Біловіського регіону.

## Історія
Перші згадки про церкву відносяться до 1517 року, коли берестейський війт Ян Абрамович, одружений з дочкою власника Шерешова Юрія Іллініча, зробив пожертву на церкву. У 1760 році церква була перебудована.
У 1803 році згоріла стара плебанія. Завдяки старанням ксьондза Антонія Прибишевича (пол. Antoni Przybyszewicz) і князя Адама Чорторийського вона була відновлена.
У 1818 році церкві належали три каплиці: власна в Шерешові, а також у Краснику і Ялові.
З 1833 року і протягом наступних 15-ти в церкві вів богослужіння білоруською мовою викладач Вільнюського університету Михась Бобровський. В цей час тут знаходилось напристольне Євангеліє кінця XV — початку XVI століть. Тепер це Євангеліє разом з образами з іконостасу церкви зберігаються у Національному художньому музеї Білорусі.
З 1839 року шерешівська парафія була переведена в православ'я, а церква переосвячена на честь Успіння Богородиці.Під час польського домінування на цій території церква була закинута.
На початку 1960-х років церква була зруйнована радянською владою, а деревина з неї була використана для будівництва хатин у Пружані.

## Опис
В описі 1725 року відзначено добрий стан дерев'яних стін, новий дах з ґонту, купол з великим хрестом; навколо будинку різьблений круговий ґанок «старосвітської моди». Дзвіниця стояла окремо. У церкві знаходилися позолочений деісус, різьблені царські ворота з євангелістами і зображенням Святої Вечері. З лівого боку різьблений вівтар із зображенням святих Петра і Павла; Великий вівтар із зображенням трьох святителів; а також інші неідентифіковані зображення на дереві і полотні.
В описі 1757 року вказуються різьблений вівтар Петра і Павла з стовпчиками, карнизами та іншим різьбленням і двома ангелами.
Уявлення про вигляд церкви після перебудови можна отримати з джерел 1809 року: мала шість колін, купол-сигнатуру, вкрита ґонтом. Вхід в церкву через одне з двох захристь. Перед пресвітером галерея теслярської роботи. На хорах з балясинами ручної роботи поставлений різьблений великий вівтар біля Дароносиці. Вівтар розписаний різними фарбами, з лівого його боку розташований жертовник із зображенням Матері Божої з Ісусом на руках. Різьблені царські ворота позолочені, а місцями — посріблені; на них вирізьблені зображення чотирьох євангелістів і Благовістя. Коло воріт знаходяться два вівтарі з менсами: правий із зображенням Ісуса Христа Милосердного, лівий — із зображенням Божої Матері.

## Реліквії
Іконостас та напристольне Євангелія Прачистенської церкви зберігаються в Національному художньому музеї. Становить інтерес зображення типу «Народження Христове», яке трактується як «Поклоніння волхвів». Яслі з Дитям поставлені на високій підставці, за якою знаходиться Йосип. Марія сидить поруч на невидимому кріслі. Фігури королів менші за розмірами, без головних уборів, на правому краю картини.
Цікавість становить також «Благовіщення» на одному з двох образів, які можна тлумачити як «Передблаговіщення». На картині зображена Марія в момент молитви, закутана у блакитний хітон і червоний мафорій. Вона дивитися в небо, звідки з веселкового сегменту виступає рука, що благословляє. На другому образі цього типу розташування фігур традиційне, а до голови Марії линуть три променя від Святого Духа.

## Дзвіниця
У 1799 році біля церкви було споруджено дзвіницю. Дзвіниця була збудована без єдиного цвяха, на ній вибито надпис з датою будування: «Roku 1799 mca iula dnia 27 (Року 1799 після Христа, липня дня 27-го)».
Дзвіниця — пам'ятка стилю класицизму, двох'ярусна, квадратна в плані (5,3x5,6 м), заввишки 18 м. Нижній ярус збудований з брусів у «лапу», верхній (дзвін) зроблений з восьми стійок з криволінійними покосами та різьбленою огорожею.
З 1990 року дзвіниця перебуває в консервації. Внесена до державного списку історико-культурних коштовностей Республіки Білорусь.